# وولباخ
وولباخ (به آلمانی: Wollbach) یک شهر در آلمان است که در رن-گرابفلد واقع شده‌است. وولباخ ۱٬۲۷۸ نفر جمعیت دارد.